# 上七軒

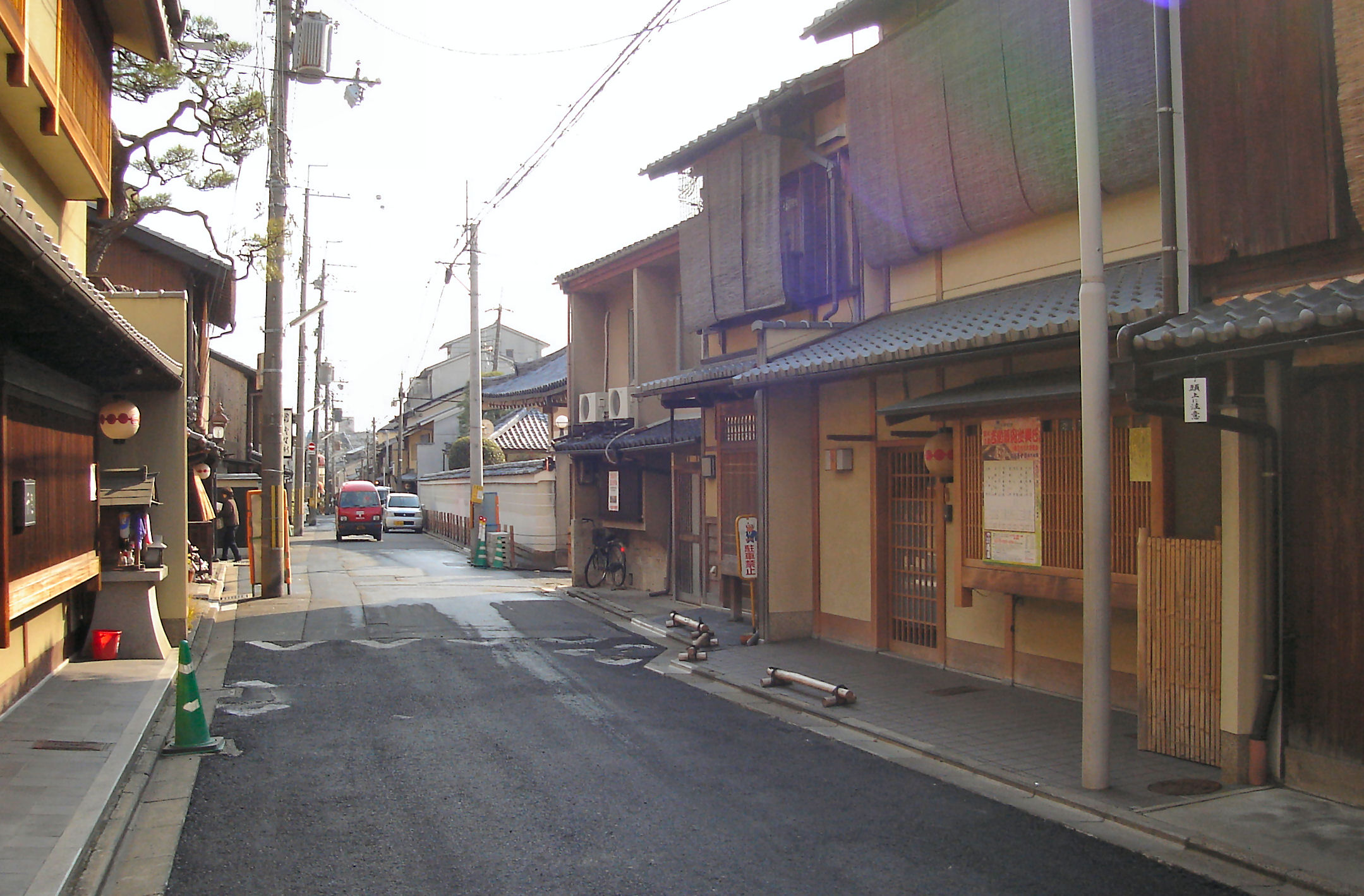
上七軒

上七軒（日语：かみしちけん）是位於日本京都市上京區真盛町至社家長屋町之間地區的一條花街，京都五花街之一（祇園甲部、祇園東、上七軒、先斗町、宮川町）。在室町時代重建北野天滿宮時，剩餘的建築材料曾用來修建7個茶店，是為「上七軒」名稱的由來。二戰期間，上七軒的茶屋曾一度大多停業，但在戰後又相繼恢復。現在上七軒共有10家茶屋，25位藝伎和舞妓。2001年，上七軒一帯被指定為上京北野景觀整備地區。

## 外部連結
- 上七軒公式ホームページ・匠会（页面存档备份，存于）
- 上七軒・歌舞会（页面存档备份，存于）